# Washington County (Mississippi)
Washington County is een county in de Amerikaanse staat Mississippi.
De county heeft een landoppervlakte van 1.875 km² en telt 62.977 inwoners (volkstelling 2000). De hoofdplaats is Greenville.